# Александрович, Юрий Осипович
Ю́рий О́сипович Александро́вич (пол. Jerzy Aleksandrowicz; 3 января 1819, Августовская губерния, Польша — 13 января 1894, Варшава, Польша) — ботаник, доктор Санкт-Петербургского университета, профессор и декан Варшавского университета, один из пионеров шелководства.

## Биография
Юрий Александрович происходил из семьи зажиточного крестьянина литовского происхождения. После смерти матери в 1839 г. Александрович поступил на учёбу в Санкт-Петербургский Императорский университет на государственную стипендию, где в 1843 г. ему было присвоено звание кандидата университета. Затем преподавал в различных учебных заведениях Варшавы (в 1862 г. учитель ботаники в Варшавском реальном училище, учитель анатомии в Школе изящных искусств, профессор ботаники в бывшей Варшавской медико-хирургической академии и в «Главной школе». С 1869 по 1878 год Александрович был профессором ботаники в Императорском Варшавском университете, где впоследствии получил докторскую степень и стал деканом деканом физико-математического факультета.

## Научно-организационная деятельность
С 1864 по 1878 гг. Юрий Александрович был директором Ботанического сада Варшавского университета, привёл его учебную часть в порядок, изучал фенологию и флористику. По его инициативе в Маримонте был основан Помологический сад, директором которого Александрович был до 1886 года.
Свою докторскую диссертацию по теме «Строение и развитие споровместилищ миксомицетов» Александрович защитил в Императорском Варшавском университете. Занятия по ботанике под руководством Александровича вдохновили многих его студентов: Хуан Ростафинский занялся микологическими исследованиями и открыл два новых вида (названных в его честь), Леон Новаковски стал автором работы о нижних грибах.
Александрович был одним из авторов статей 28-томной всеобщей энциклопедии С. Оргельбранда с 1859 по 1868 год.

## Научные труды
Сочинения Александровича появлялись в свет только на русском или на польском языке.
- О семействе Вересковых (Ericaceae) Санкт-Петербургской флоры. — СПб., 1844. — удостоено золотой медали
- Строение и развитие споровместилищ миксомицетов. — Варшава, 1878. — докторская диссертация
- О dzieworódstwie Celibatki (Coelobogyne ilicifolia).
- О chorobach pszenicy.
- O chorobach zboz. — Варшава, 1861.